# Walang Kawala
Walang Kawala è un film del 2008 diretto da Joel C. Lamangan.

## Trama
Joaquin è un giovane uomo che fa il pescatore in un villaggio, Waldo è il nipote della sua vicina di casa nonché un ragazzo omosessuale con cui ha un'appassionata ma segreta storia d'amore. Dopo che la moglie del pescatore, Cynthia, torna da un periodo passato all'estero per lavoro con il forte desiderio di rimanere incinta per Joaquin cominciano i guai.
Waldo, che sta per diplomarsi, mostra subito di provare una forte gelosia nei confronti dell'amante bisessuale; tanto che dopo un litigio impulsivamente decide di abbandonare tutto per andarsene a Manila. Intanto Joaquin stancatosi delle continue ed assillanti richieste sessuali della moglie, dopo avergli detto d'esser innamorato di Waldo, la lascia per andare alla ricerca del ragazzo.
Giunto nella capitale inizia a seguire le tracce lasciate da Waldo, e ciò lo porta nella zona dove si trova il quartiere dei locali gay, bar e night club: qui viene a sapere che il ragazzo, dopo esser stato rifiutato come ballerino di un locale notturno per la sua troppo giovane età, conosciuto il proprietario d'un ristorante, è stato da questi assunto come cameriere.
In seguito incontra un poliziotto, Rufo, che lo invita a casa sua; egli è però un sadico violento che prende regolarmente a schiaffi e calci la moglie Beng per tenerla sottomessa ed ha alle sue dipendenze due malviventi che lo assecondano nelle sue ossessioni. Dopo aver costretto Waldo, sotto la minaccia della pistola, a farsi sodomizzare da lui lo tiene prigioniero assieme ad altri ragazzi e giovanissime donne destinati a finire venduti a dei criminali specializzati in traffico di esseri umani.
A Rufo capita d'attirare anche Joaquin e, sempre con la connivenza della moglie, lo rinchiude in una stanza della casa; qui, ridotto in schiavitù, deve sottostare a ripetuti rapporti di sesso orale col poliziotto. Saputa in seguito della relazione sentimentale tra i due Rufo porta Waldo da Joaquin con l'intenzione di costringerli ad avere un rapporto sessuale davanti a lui; poi li fa picchiare selvaggiamente dai suoi due complici.
Beng a questo punto sembra voler aiutare i giovani amanti a fuggire dal marito; una sera, poco prima che l'intero harem personale di Rufo composto da adolescenti maschi e femmine venga venduto ai trafficanti, li libera. In realtà la donna ha agito su espressa indicazione di Rufo, che così può attendere i due lungo la strada: ne nasce una colluttazione ma il poliziotto riesce a ferire ad una gamba Joaquin e, davanti agli occhi inorriditi di Waldo, infine ad ammazzarlo a colpi di pistola.
Il ragazzo torna velocemente verso la casa, solo per scoprire però che a seguito di una soffiata la polizia ha appena posto agli arresti i complici di Rufo e la moglie e liberato tutti i prigionieri. Il poliziotto sadico è però riuscito a farla franca; ma Waldo una sera lo attende fuori da un locale e gli taglia la gola, poi scappa indisturbato.

## Riconoscimenti
| Anno | Premio                 | Categoria                                         | Ricevente     | Risultato       |
| ---- | ---------------------- | ------------------------------------------------- | ------------- | --------------- |
| 2009 | Star Awards for Movies | Attore non protagonista dell'anno                 | Emilio Garcia | Vincitore/trice |
| 2009 | Golden Screen Awards   | Miglior performance di un attore non protagonista | Emilio Garcia | Candidato/a     |
| 2009 | FAMAS Award            | Miglior attrice non protagonista                  | Jean Garcia   | Candidato/a     |
| 2009 | FAMAS Award            | Miglior attore non protagonista                   | Emilio Garcia | Candidato/a     |
| 2009 | FAMAS Award            | Miglior attore                                    | Polo Ravales  | Candidato/a     |